# René Le Grèves
René Jean Le Grevès (6 de julho de 1910 — 25 de fevereiro de 1946) foi um ciclista profissional francês que competia em provas tanto de estrada, quanto de pista. Como ciclista amador, ele conquistou a medalha de prata nos Jogos Olímpicos de Verão de 1932 na perseguição por equipes. Em 1933, Le Grevès tornou-se profissional e, entre 1933 e 1939, venceu dezesseis etapas do Tour de France.

## Palmarès
1932
Medalhista de prata nos Jogos Olímpicos de 1932, perseguição por equipes
1933
Paris-Caen
Tour de France:
Vencedor da 22ª etapa
1934
Tour de France:
Vencedor das etapas 2, 5, 10 e 22A
1935
Circuit de Paris
Circuit du Morbihan
Critérium Internacional
Paris-Tours
Tour de France:
Vencedor das etapas 14A, 18A, 19A e 20A
1936
 campeão nacional de estrada
Tour de France:
Vencedor das etapas 5, 12, 13A, 14A, 17 e 20A
1938
Paris-Caen
1939
Paris-Sedan
Tour de France:
Vencedor da etapa 18A